# The Ridiculous 6
Pour plus de détails, voir Fiche technique et Distribution.
The Ridiculous 6 est une comédie de western américaine réalisée par Frank Coraci et écrite par Tim Herlihy (en) et Adam Sandler, sortie en 2015.

## Résumé
Tommy, un homme élevé par des Indiens, est un jour approché par son père depuis longtemps disparu. Ce dernier lui révèle avoir besoin de 50 000 dollars, sinon il sera tué par son ancien gang. Tommy va alors se lancer dans un voyage ridicule et incroyable afin de trouver l'argent nécessaire. Lors de ce voyage, il va rencontrer ses cinq demi-frères sur le chemin qui vont le rejoindre afin de sauver leur père.

## Fiche technique
- Titre original et français : The Ridiculous 6
- Réalisation : Frank Coraci
- Scénario : Tim Herlihy (en) et Adam Sandler
- Production : Allen Covert, Ted Sarandos et Adam Sandler
- Musique : Rupert Gregson-Williams et Elmo Weber
- Pays de production :  États-Unis
- Langue originale : anglais
- Genre : comédie, western
- Durée : 119 minutes

## Distribution
- Adam Sandler (VF : Serge Faliu) : Tommy « Lame Fatale » Stockburn (« White Knife » dans la version originale)
- Terry Crews (VF : Thierry Desroses) : Chico Stockburn
- Jorge Garcia (VF : Jérôme Pauwels) : Herm Stockburn
- Taylor Lautner (VF : Nessym Guetat) : P'tit Pete Stockburn
- Rob Schneider (VF : Éric Métayer) : Ramon Stockburn
- Luke Wilson (VF : Arnaud Arbessier) : Danny Stockburn
- Will Forte (VF : Boris Rehlinger) : Will Patch
- Steve Zahn (VF : Jérôme Pauwels) : Clem
- Harvey Keitel (VF : Patrick Poivey) : Smiley Harris, propriétaire du « Golden Nugget »
- Nick Nolte (VF : Jacques Frantz) : Frank Stockburn
- Jon Lovitz (VF : Michel Mella) : Ezekiel Grant
- Whitney Cummings (VF : Anne Rondeleux) : Susannah
- David Spade (VF : Guillaume Lebon) : Général Custer
- Danny Trejo (VF : Patrick Raynal) : Cicero
- Nick Swardson (VF : Christophe Lemoine) : Nelly Patch
- Blake Shelton (VF : Stefan Godin) : Wyatt Earp
- Vanilla Ice (VF : Emmanuel Curtil) : Mark Twain
- Julia Jones (VF : Aurore Bonjour) : Splendeur Du Soir (Smocking Fox)
- Saginaw Grant (VF : Jean-François Laley) : Aigle Hurlant (Screaming Eagle)
- Lavell Crawford (VF : Jean-Michel Vaubien) : Gus Patch
- Steve Buscemi (VF : Edgar Givry) : Doc Griffin
- John Turturro (VF : Dominique Collignon-Maurin) : Abner Doubleday
- Chris Parnell (VF : Hervé Caradec) : William, le directeur de la banque
- Dana Goodman : Haleine De Putois (Beaver Breath)
- Jared Sandler : Babyface Patch
- Jackie Sandler : N'a Pas De Soutif (Never Wears Bra)
- Dan Patrick : Abraham Lincoln
- Chris Kattan (VF : Serge Blumenthal) : John Wilkes Booth
- Julia Vera (VF : Frédérique Cantrel) : Esmerelda
- Norm Macdonald : le client en costume du Nugget
- Blake Clark (VF : Michel Bedetti) : le shérif
- Katalina Parrish (VF : Sabeline Amaury) : la femme du shérif
- Chris Titone : Beefer
- Sarah Minnich (VF : Sabeline Amaury) : femme dans la banque
- Tim Herlihy (en) : le barman du Nugget
- Henry Steckman : Tommy jeune

Version française
Studio de doublage :  Deluxe Média Paris
Direction artistique : Nathalie Raimbault
Adaptation : Edgar Givry
 Source et légende : version française (VF) sur RS Doublage et selon le carton du doublage français sur le DVD zone 2.

## Production
Avant que Netflix ne reprenne le film, il avait été entrepris puis annulé par trois studios, Columbia Pictures, Paramount Pictures et Warner Bros. Ce dernier a abandonné peu de temps après qu'Adam Sandler et Happy Madison Productions ont signé un contrat de quatre films avec Netflix, bien qu'un initié a noté à The Hollywood Reporter que l'accord n'avait rien à voir avec leur décision.
En janvier 2015, Netflix a validé le film pendant que d'autres acteurs se joignaient à la distribution, dont Taylor Lautner, Nick Nolte, Blake Shelton, Steve Buscemi, Rob Schneider, Will Forte, Vanilla Ice et Luke Wilson. Le 16 février 2015, Jorge Garcia a rejoint la distribution du film. Le tournage a commencé le 20 février 2015 et s'est terminé le 2 mai 2015.